# El Garrobo
El Garrobo és una localitat de la província de Sevilla, Andalusia, Espanya. L'any 2005 tenia 808 habitants. La seva extensió superficial és de 45 km² i té una densitat de 18,0 hab/km². Les seves coordenades geogràfiques són 37° 37′ N, 6° 10′ O. Està situada a una altitud de 275 metres i a 40 kilòmetres de la capital de la província, Sevilla.

## Demografia
| 1996 | 1998 | 1999 | 2000 | 2001 | 2002 | 2003 | 2004 | 2005 |
| ---- | ---- | ---- | ---- | ---- | ---- | ---- | ---- | ---- |
| 761  | 780  | 780  | 772  | 765  | 761  | 765  | 778  | 808  |